# Chōon Dōkai
Chōon Dōkai (jap. 潮音 道海; * 5. Dezember 1628 (traditionell: Kan’ei 5/11/10) in der japanischen Provinz Higo; † 1695) war als Mönch ein früher japanischer Konvertit zur Ōbaku-shū des japanischen Zen-Buddhismus, der durch seine Missionierung im Volk und der Begründung von Tempeln wesentlich die junge Organisation mit aufbaute.

## Lebensweg
Seine Mutter starb, als er fünf Jahre alt war, woraufhin er von seiner Großmutter mütterlicherseits aufgezogen wurde. Neunjährig wurde er in den örtlichen buddhistischen Tempel gegeben, wo er mit 13 ordiniert wurde. Mit 17 begab er sich auf Wanderschaft.
Chōon plante in Kyōto konfuzianische Lehren zu studieren, außerdem wollte er sich von den bekannten Zen-Meistern der Region unterweisen lassen. In Kyōto kam er erstmals mit den Lehren des chinesischen Meisters der Yüan-Dynastie Chun-feng Ming-pen (1263–1323; jap. Chūhōn Myōhon) in Berührung. Er hoffte von Nachfahren dieser Linie unterwiesen zu werden. Deshalb machte er sich auf den Weg zu Isshi Monju (一糸 文字) im Eigan-ji, erreichte diesen aber erst nach dem Tod des Meisters. Er blieb dort trotzdem mehrere Jahre, wobei er lange zurückgezogen in einer Klause übte.
1654 kehrte er in sein heimatliches Kyūshū zurück, wo er bei Tao-che (chinesisch 道者) in den Sofuku-ji eintrat. Er verbrachte auch eine Meditationsperiode unter Yin-Yüan im Mampuku-ji, Haupttempel der im Entstehen begriffenen Ōbaku-shū. Nach weiteren Jahren der Wanderschaft wandte er sich dann 1661 ganz dem Ōbaku-Stil des Zen zu, wobei ihn Yin-yüan jedoch erst nach Intervention von Tu-chan (jap. Dokutan) als Schüler annahm.
Während seiner ersten Jahre im Mampuku-ji praktizierte er unter allen drei chinesischen Gründervätern der Schule. 1663 empfing er dann noch die Ōbaku-Ordinaton und übernahm administrative Funktionen im Tempel. 1665 begleitete er Mu-an auf seinem Weg zur Audienz beim Shōgun. Während seiner Zeit in Edo knüpfte er Kontakte zum Schwertadel und wurde bald darauf als Lehrer dorthin eingeladen. Von Mu-an wurde er 1671 beauftragt, den Bau des Zuishō-ji zu überwachen. Im selben Jahr erhielt er inka (印可) als Bestätigung seiner Erleuchtung. Auf Einladung hochrangiger Samurai wurde er in den nächsten Jahren zum Gründungsvater von 22 Ōbaku-Tempeln, die meist in den Provinzen Shinano und Kōzuke liegen. Er missionierte jedoch auch unter dem einfachen Volk. Er soll bis zu 100.000 Gläubigen die Laiengelübde abgenommen haben.
Chōons Interessen blieben zeitlebens nicht auf Zen beschränkt, er beschäftigte sich auch intensiv mit klassischer japanischer Geschichte und Shintō. Zu letzterem schrieb er auch Kommentare. 1682 protestierten die Verantwortlichen des Ise-Schreins gegen eine von ihm 1679 veranlasste xylographische Ausgabe des Sendai kuji daiseikyō. Das Bakufu ordnete eine Zerstörung der Druckplatten an und stellte Chōon unter Hausarrest, der nach Fürbitten der Mutter von Tokugawa Tsunayoshi auf 50 Tage beschränkt wurde.
Chōon kritisierte die in der Rinzai-shū übliche Kōan-Praxis als formalisierte Abzählerei aufs heftigste. Außerdem wandte er sich gegen die teilweise geübte indirekte Übertragung des Dharma von Meister auf Schüler.